# Андре Еллер
Андре Еллер  (порт. André Heller, 17 грудня 1975) — бразильський волейболіст, олімпійський чемпіон.

## Виступи на Олімпіадах
| Олімпіада   | Дисципліна | Місце |
| ----------- | ---------- | ----- |
| Сідней 2000 | волейбол   | 6     |
| Афіни 2004  | волейбол   | 1     |
| Пекін 2008  | волейбол   | 2     |